# Buonanotte, dottor Cross
Buonanotte, dottor Cross (Detective Cross) è un romanzo poliziesco dello scrittore statunitense James Patterson appartenente alla serie che vede protagonista il detective Alex Cross.

## Trama
Un chiamante anonimo ha promesso di lanciare bombe mortali a Washington, DC. Una bufala crudele o il vero affare? Quando Alex Cross e sua moglie, Bree Stone, scoprono la verità agghiacciante, potrebbe essere già troppo tardi.

## Edizioni
- James Patterson, Buonanotte, dottor Cross, Alex Cross, Tea, 2017